# New Day Rising
New Day Rising – trzeci album studyjny amerykańskiej grupy punkrockowej Hüsker Dü, wydany w lutym 1985 roku przez wytwórnę SST Records. Materiał nagrano w lipcu 1984 w Nicollet Studios (Minneapolis). Obok Zen Arcade jest to najlepiej oceniana przez krytyków płyta zespołu.

## Kontekst
Poprzedni album, Zen Arcade był przełomem w karierze zespołu. Płyta otrzymała wysokie oceny krytyków oraz odegrała znaczącą rolę w tworzeniu gatunku rocka alternatywnego. Muzycy nie spoczęli na laurach i w lipcu 1984, osiem miesięcy po zarejestrowaniu poprzedniej płyty rozpoczęli nagrywanie New Day Rising.

## Nagrywanie
Po wydaniu Zen Arcade, współwłaściciel wytwórni SST Records, Joe Carducci natychmiast poprosił Hüsker Dü o nagranie kolejnego albumu. Zespół chciał wyprodukować płytę samodzielnie, na co nie zgodziło się SST. Podobnie jak w przypadku wcześniejszych albumów, wytwórnia nalegała na powierzenie produkcji Spotowi.

## Muzyka
Płyta kontynuowała odejście od szybkiego hardcore punku, znanego z wczesnych albumów zespołu, w stronę wolniejszego i bardziej melodyjnego alternatywnego rocka. To, w połączeniu z produkcją lepszej jakości i wyższymi umiejętnościami muzyków doprowadziło do postrzegania zespołu jako bardziej komercyjnego. Niektórzy fani oskarżali Hüsker Dü o tak zwane „sprzedanie się”. Duch punk rocka był jednak wciąż widoczny, lecz w bardziej przystępnej formie. Album zawiera niektóre z najbardziej znanych utworów zespołu, m.in. „Girl Who Lives on Heaven Hill”, „Books About UFOs” oraz „Celebrated Summer”, który został wydany jako singiel promujący płytę w grudniu 1984. Pod koniec ostatniego utworu na albumie („Plans I Make”) słyszalna jest krótka rozmowa w studiu, najprawdopodobniej pomiędzy Spotem, Grantem Hartem i Bobem Mouldem.

## Oprawa graficzna
Okładka albumu przedstawia zdjęcie wschodzącego słońca. Na pierwszym planie, w dolnej części okładki widoczne są sylwetki dwóch psów, stojących w wodzie. Górna część zdjęcia, zawierająca niebo, słońce oraz napisy z nazwą zespołu i tytułem albumu została przedstawiona w negatywie.

## Wydanie
New Day Rising został wydany w styczniu 1985 przez SST Records. Album znalazł się na liście UK Independent Album Charts, osiągając 10 miejsce.

## Odbiór

### Oceny krytyków
| AllMusic                      | [ 6 ]  |
| Chicago Tribune               | [ 8 ]  |
| Piero Scaruffi                | [ 9 ]  |
| The Rolling Stone Album Guide | [ 10 ] |
| Spin Alternative Record Guide | [ 11 ] |
| The Village Voice             | A      |

New Day Rising uzyskał pozytywne recenzje, zarówno w momencie wydania, jak i w nowszych publikacjach. Robert Christgau z The Village Voice napisał, że „jest to wyraźnie ich najlepszy album” oraz dodał: „Graj głośno – to jest zespół, który na to zasługuje”. Eric Weisband i Craig Marks w książce Spin Alternative Record Guide wyrazili opinię, że „Te utwory mogą stanąć naprzeciw jakiejkolwiek muzyce w radiu i wziąć nad nią górę”. Ponadto stwierdzili, iż album „W pierwszej kolejności potwierdza wszystko, co było dobre w punk rocku”. Stephen Thomas Erlewine z AllMusic napisał, że „New Day Rising to najbardziej trwały moment nieskrępowanej energii Hüsker Dü”.

### Dziedzictwo
W 2012, magazyn Rolling Stone napisał, że album wywarł znaczący wpływ na popularny zespół grunge'owy Nirvana. Potwierdzają to słowa Krista Novoselica, który powiedział, że połączenie popu, punku i metalu to „nic nowego, Hüsker Dü zrobiło to przed nami”.

### Wyróżnienia
Tygodnik NME uznał New Day Rising za 9. najlepszy album 1985 roku. W 2003, magazyn Rolling Stone umieścił płytę na 495. pozycji na liście 500 najlepszych albumów wszech czasów. Ten sam magazyn umieścił utwór tytułowy na 96 pozycji na liście 100 najlepszych utworów gitarowych. Czasopismo Spin sklasyfikowało New Day Rising na 13. pozycji na liście 100 najlepszych albumów z lat 1985–2005. Album zajął 8. miejsce w corocznym plebiscycie na płytę roku Pazz & Jop tygodnika The Village Voice. Dziennikarz The New York Times Jon Pareles sklasyfikował New Day Rising na 3. miejscu na swojej liście najlepszych albumów roku. Piero Scaruffi, autor książki History of Rock Music umieścił płytę dwie pozycje niżej.

## Lista utworów
| Nr  | Tytuł utworu                             | Autorzy                              | Długość |
| --- | ---------------------------------------- | ------------------------------------ | ------- |
| 1.  | „New Day Rising”                         | Grant Hart • Bob Mould • Greg Norton | 2:31    |
| 2.  | „The Girl Who Lives on Heaven Hill”      | Hart                                 | 3:03    |
| 3.  | „I Apologize”                            | Mould                                | 3:40    |
| 4.  | „Folk Lore”                              | Mould                                | 1:34    |
| 5.  | „If I Told You”                          | Hart • Mould                         | 2:05    |
| 6.  | „Celebrated Summer”                      | Mould                                | 3:59    |
| 7.  | „Perfect Example”                        | Mould                                | 3:16    |
| 8.  | „Terms of Psychic Warfare”               | Hart                                 | 2:17    |
| 9.  | „59 Times the Pain”                      | Mould                                | 3:18    |
| 10. | „Powerline”                              | Mould                                | 2:22    |
| 11. | „Books About UFOs”                       | Hart                                 | 2:40    |
| 12. | „I Don't Know What You're Talking About” | Mould                                | 2:20    |
| 13. | „How to Skin a Cat”                      | Hart • Mould • Norton                | 1:52    |
| 14. | „Whatcha Drinkin'?”                      | Mould                                | 1:30    |
| 15. | „Plans I Make”                           | Hart • Mould • Norton                | 4:16    |

## Twórcy
- Grant Hart – wokal, perkusja
- Bob Mould – wokal, gitara elektryczna
- Greg Norton – gitara basowa

Produkcja
- Hüsker Dü – producent
- Spot – inżynier dźwięku, producent
- Steve Fjelstad – inżynier dźwięku

## Pozycje na listach
| Lista (1985)                     | Pozycja |
| -------------------------------- | ------- |
| UK Indie Chart (Wielka Brytania) | 10      |